# Gehyra lampei
Gehyra lampei är en ödleart som beskrevs av  Andersson 1913. Gehyra lampei ingår i släktet Gehyra och familjen geckoödlor. Inga underarter finns listade i Catalogue of Life.